# SINO-DOLL
SINO-DOOL（シノドール）は、中華人民共和国広東省仏山市順徳区にあるラブドール製造会社である。2008年創業。

## 概要
高品質のシリコン製ドールの製造と販売をしている。同社は「Sino-Doll」と高級ライン「Top-Sino」というブランドを展開している。

## コラボレーション
- 2021年2月10日に「Top-Sino」からAV女優・天使もえとのコラボレーションドールを発売。
- 2021年6月9日、「Top-Sino」から日本のラブドールメーカー「LEVEL-D」とのコラボレーションドールを発売。